# The Best New Horror: Volume Six
The Best New Horror: Volume Six är den sjätte volymen i antologiserien med samma namn. Den publicerades 1995 på det brittiska bokförlaget Robinson och i USA på Carroll & Graf. Stephen Jones tog från och med denna volym över ensamt ansvar för redaktörsarbetet.
Vissa av novellerna har prisbelönats; se nedan. Samlingen som helhet vann International Horror Guild Award 1995.

## Innehåll
- "Introduction: Horror in 1994" av Stephen Jones
- "Dead Babies" av Lawrence Watt-Evans
- "Sensible City" av Harlan Ellison
- "Blade and Bone" av Terry Lamsley
- "Harvest" av Norman Partridge
- "Sometimes, in the Rain" av Charles L. Grant
- "Ménage à trois" av Richard Christian Matheson
- "Like Shattered Stone" av Joel Lane
- "Black Sun" av Douglas E. Winter (International Horror Guild Award 1994)[2]
- "Isobel Avens Returns to Stepney in the Spring" av M. John Harrison
- "The Dead Orchards" av Ian R. MacLeod
- "What Happened When Mosby Paulson Had Her Painting Reproduced on the Cover of the Phone Book" av Elizabeth Massie
- "The Alternative" av Ramsey Campbell
- "In the Middle of a Snow Dream" av Karl Edward Wagner
- "The Temptation of Dr Stein" av Paul J. McAuley (British Fantasy Award 1995)[3]
- "Wayang Kulit" av Garry Kilworth
- "The Scent of Vinegar" av Robert Bloch (Bram Stoker Award 1994)[4]
- "The Homecoming" av Nicholas Royle
- "The Singular Habits of Wasps" av Geoffrey A. Landis
- "To Receive Is Better" av Michael Marshall Smith
- "The Alchemy of the Throat" av Brian Hodge
- "Out of the Night, When the Full Moon Is Bright ..." av Kim Newman
- "Lovers" av Esther M. Friesner
- "Necrology: 1994" av Stephen Jones och Kim Newman